# Ceratina ludwigsi
Ceratina ludwigsi är en biart som beskrevs av Embrik Strand 1914. Ceratina ludwigsi ingår i släktet märgbin, och familjen långtungebin. Inga underarter finns listade i Catalogue of Life.